# Stearns County
Stearns County er et county i den amerikanske delstat Minnesota. 
Stearns County ligger i den centrale del af delstaten og grænser op til Todd County og Morrison County i nord, Benton County og Sherburne County i øst, Wright County i sydøst, Meeker County og Kandiyohi County i syd, Pope County i vest og Douglas County i nordvest.
Stearns Countys totale areal er 3.600 km² hvoraf 118 km² er vand. I 2000 havde amtet 133.166 indbyggere og administrationscentrum ligger i byen St. Cloud som også er største by i Stearns County.
Stearns County blev grundlagt i 1855 og har fået sit navn efter politikeren Charles Thomas Stearns.
45°33′N 94°37′V / 45.55°N 94.61°V